# 束花粉报春
束花粉报春（学名：Primula fasciculata）为报春花科报春花属下的一个种。生长在沼泽草甸和水边、池边草地，海拔2900-4800米。分布于甘肃、青海、四川西部、云南西北部和西藏东部。模式标本采自云南中甸。